# Ngeremasch
Ngeremasch (también escrito Ngaramasch) es una localidad en la República de Palaos, y la capital del estado de Angaur. La población según datos de 2009 es de 135 personas. La ciudad fue llamada anteriormente como Pueblo de Saipán (Saipan Town). El pueblo está situado en la costa oeste de la isla y cuenta con un pequeño puerto.
En el sureste de la ciudad esta la Iglesia de Nuestra Señora del Rosario. Ngaramasch tiene dos posadas, no existen hoteles tradicionales.
Ngaramasch se encuentra al oeste de la pista de aterrizaje de Angaur, también hay transbordadores que realizan conexiones entre Angaur y Koror.